# 켈레치 은와칼리
켈레치 은와칼리(영어: Kelechi Nwakali, 1998년 6월 5일 ~ )는 나이지리아의 프로 축구 선수로, 현재 프리메이라리가의 클럽 샤베스에서 미드필더로 활약하고 있다.

## 구단 경력

### 아스널
은와칼리는 다이아몬드 풋볼 아카데미에서 그의 경력을 시작했다. 2015년 FIFA U-17 월드컵에서 골든볼 상을 수상한 후, 그는 잉글랜드 프리미어리그의 아스널과 계약했다.

### 우에스카
2019년 9월 2일, 은와칼리는 스페인 세군다 디비시온의 SD 우에스카와 3년 계약을 체결했다. 구단을 떠난 후, 그는 아스널이 1군 경기에 출전하지 못했음에도 불구하고 그들과 함께한 시간에 감사를 표했다.
2020년 9월 13일, 은와칼리는 1-1로 비긴 비야레알 원정 경기에서 라리가 데뷔 전을 치렀다. 이듬해 1월 31일, 그는 시즌 잔여 기간 동안 2부 리그의 AD 알코르콘으로 임대되었다.
2022년 4월 5일, 은와칼리의 계약은 조기에 종료되었다. 다음 날, 은와칼리는 공식 트위터 계정을 통해 2021년 12월부터 SD 우에스카와 루벤 가르시아 구단 스포르팅 디렉터의 대우를 비난하는 공식 성명을 발표했는데, 이는 그가 소집된 아프리카 네이션스컵에 참가하지 못하도록 압박하고, 임금을 늦게 지불하도록 압박하고, 새로운 계약을 체결하도록 압박하며, 그의 이적을 강제로 클럽에서 퇴출시키려 했고, 결국 그를 중단시키고 클럽 훈련을 금지하는 것이었다.

### 폰페라디나
2022년 7월 21일, 은와칼리는 같은 스페인 2부 리그 팀인 SD 폰페라디나로 이적하였다.

### 샤베스
2023년 7월 20일, 은와칼리는 프리메이라리가의 샤베스로 이적하였다.

## 국가대표팀 경력
은와칼리는 2013년 FIFA U-17 월드컵 이전에 나이지리아 U-17 국가대표팀의 예비 선수단에 이름을 올렸지만 최종 선수단에는 들지 못했다. 하지만 2015년 FIFA U-17 월드컵에 출전하면서 국가를 우승으로 이끌면서 주장으로 임명되어 골든볼 상을 수상했다. 2021년 크리스마스에 그는 코로나19 범유행으로 인해 2022년으로 연기된 카메룬에서 열리는 2021년 아프리카 네이션스컵에 참가할 시니어 팀에 소집되었다.